# سون هیون جو
سون هیون جو (کره‌ای: 손현주؛ زادهٔ ۲۴ ژوئن ۱۹۶۵) بازیگر اهل کره جنوبی است. از فیلم‌ها یا مجموعه‌های تلویزیونی که او در آن نقش داشته‌است می‌توان به قایم‌موشک، ذهن‌های جنایتکار، کارآگاه خوب و کلاس ایته‌‌وون  اشاره کرد.